# 汤姆·普赖斯
汤姆·普赖斯（英語：Tom Price，1933年5月28日—），美国男子赛艇运动员。他曾代表美国参加1952年夏季奥林匹克运动会赛艇比赛，获得男子双人单桨无舵手金牌。